# Гуров, Леонид Симонович
Леони́д Си́монович Гу́ров (20 июня [3 июля] 1910, Архангельское, Херсонская губерния — 5 июня 1993, Кишинёв) — молдавский советский композитор и музыкальный педагог, профессор (1962). Народный артист Молдавской ССР (1985), лауреат Государственной премии Молдавской ССР (1986).

## Биография
В 1932 году окончил Одесскую консерваторию по классу композиции Н. Н. Вилинского, затем преподавал в ней до 1941, занимал пост секретаря Одесского областного отделения Союза композиторов Украины (1934—1940), где председателем был его учитель Н. Н. Вилинский. Во время войны находился в Иркутске, после возвращения из эвакуации получил место преподавателя теории музыки и композиции в воссозданной после войны композитором Д. Г. Гершфельдом Кишинёвской консерватории, был членом президиума Союза композиторов Молдавии (1948—1956).
В дальнейшем работал также по приглашению в консерватории города Тяньцзинь (Китай), в 1958 вернулся в Кишинёв, где четыре года спустя стал профессором консерватории (института искусств им. Г. Музическу). 
В творчестве композитора позднеромантические и импрессионистские тенденции органично сочетаются с элементами молдавского фольклора. Л. С. Гуров был одним из самых значительных музыкальных педагогов по композиции в республике, среди его учеников — Соломон Лобель, Георгий Няга, Давид Федов, Василий Загорский, Злата Ткач, Семён Лунгул, Алексей Стырча, Виталий Лоринов и другие известные впоследствии деятели молдавской музыкальной культуры.

## Семья
Жена — Ревекка Осиповна (Иосифовна) Гройсзун, пианистка, концертмейстер, выпускница Одесской консерватории, вела класс камерного ансамбля в Кишинёвской консерватории. Дочь — Валентина Гурова (1939—2021), арфистка, заслуженная артистка Молдовы.

## Основные сочинения
- Две симфонии (1938, 1946)
- «Рахманиана», сюита для оркестра (1987)
- Концерт для арфы и органа с оркестром
- Две сонаты для скрипки и фортепиано (1934, 1959)
- Каприччио на молдавские народные темы для арфы (1955)
- «Детская сюита» для фортепиано (1949)
- Кантаты, хоры, романсы, обработки народных песен и др.

## Теоретические работы
- «Ладовые и метро-ритмические особенности молдавской народной музыки» (1955)
- «К вопросу о функции и колорите в гармонии» (1960)
- «Аккорды нетерцовой структуры: их происхождение и применение в творческой практике» (1974)